# Bucy-lès-Pierrepont
Bucy-lès-Pierrepont é uma comuna francesa na região administrativa de Altos da França, no departamento de Aisne. Estende-se por uma área de 14,46 km². Em 2010 a comuna tinha 415 habitantes (densidade: 28,7 hab./km²).